# Actias maenas
L'Actias maenas è un saturnide della sottofamiglia Saturniinae originaria dell'ecozona indomalese.

## Tassonomia
Si ritiene che essa formi un complesso di specie che include Actias ignescens (Moore, 1877) dalle Andamane, Actias isis (Sonthonnax 1897) da Sulawesi e Actias groenendaeli (Roepke, 1954) da Flores, Timor e Sumba. Actias rosenbergii (Kaup 1895), di Ambon, invece è di dubbia identificazione.
Questa specie è ulteriormente divisa in due sottospecie: A. m. maenas, dall'Indocina, e A. m. diana (Maassen, 1872) dalle isole della Sonda e Filippine.

## Habitat
L'Actias maenas è diffusa in Malaysia, Sumatra, Giava, Filippine e nelle regioni circostanti del Sud-est asiatico.
Nel 2020 è stata descritta una popolazione nei Ghati occidentali come una nuova specie, Actias keralensis.
Questa specie è presente in un insieme diversificato di biomi, dalle foreste pluviali tropicali alle foreste sempreverdi.

## Ciclo vitale

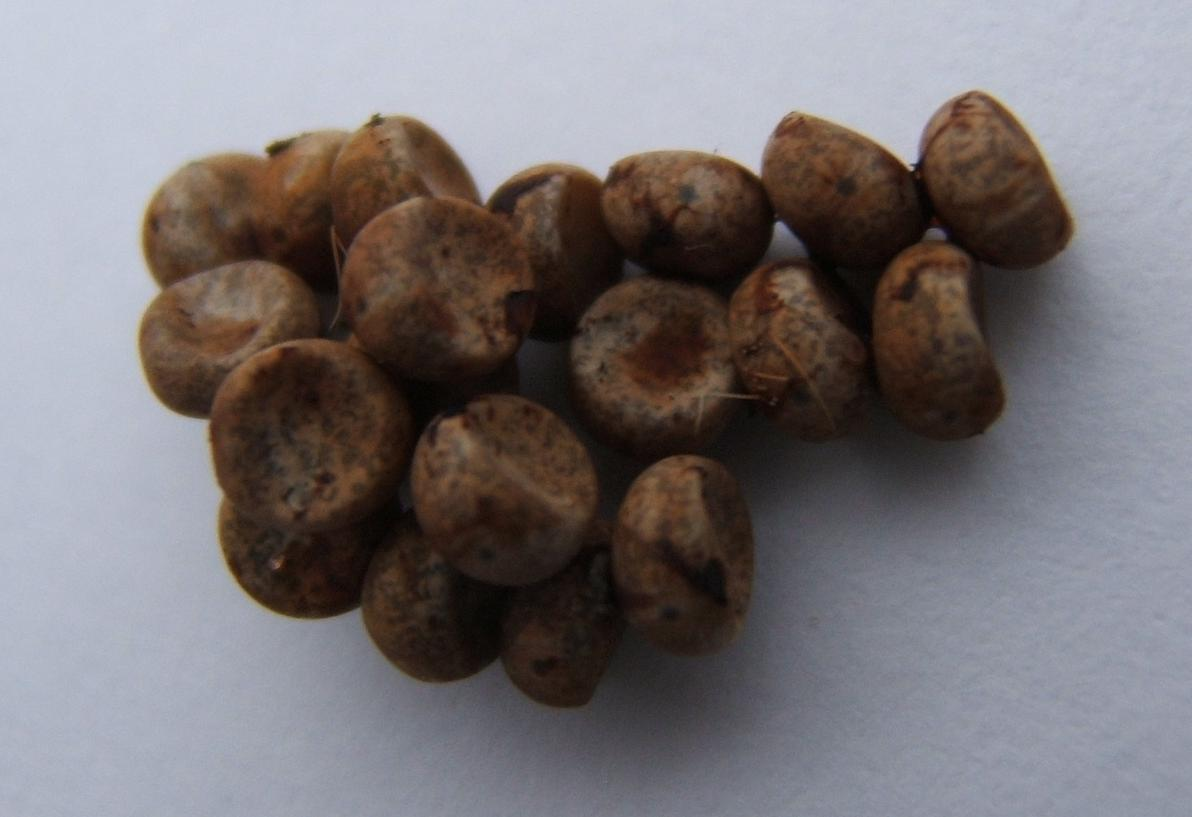
Uova (sterili, collassate)

La larva al primo stadio è arancione, con una banda nera che circonda i segmenti centrali e con una capsula cefalica nera. Alla prima muta, diventa verde con tubercoli giallo/arancioni, una capsula cefalica marrone e alcune macchie nere dietro la testa e sugli pterigopodi posteriori e il lembo anale. Al terzo stadio le macchie scure dietro la capsula cefalica diminuiscono e le larve sviluppano dei punti bianchi. Le larve riposano in una posizione in cui l'estremità anteriore del corpo è libera dal substrato, come una foglia o uno stelo. I maschi completano lo sviluppo qualche giorno prima delle femmine, negli stadi larvale e pupale, perché sono più piccoli. Le pupe sono marroni scuro e presentano una finestra trasparente tra gli opercoli oculari composti. I bozzoli hanno una forma irregolare e una consistenza cartacea. Sono di colore marrone chiaro, con una lucentezza brillante, e presentano un foro all'estremità anteriore. Grazie a ciò, gli adulti escono con facilità dai loro fragili bozzoli. Dopo 45 minuti dall'emersione, l'espansione delle ali è completa. Una volta che le esse si sono completamente espanse, inizia l'espansione delle code. Le femmine volano non appena le loro ali si sono indurite , emettono feromoni e si accoppiano dopo il loro primo volo.

## Dimorfismo sessuale
Gli esemplari adulti di Actias maenas presentano uno spiccato dimorfismo sessuale.
I maschi sono di colore giallo brillante e presentano macchie violacee-marroni, mentre le femmine sono di colore verde chiaro.